# Den sidste kejser
Den sidste kejser (originaltitel The Last Emperor) er en film fra 1987, instrueret af Bernardo Bertolucci. Filmen vandt ni oscars, bl.a. en oscar for bedste film.

## Plot
Historien handler om Puyi, den sidste kejser af Kina. Man følger hans liv fra fødsel, da han bliver kejser som 3-årig og hersker over en halv milliard mennesker, da han bliver fængslet under den japanske invasion og til sidst i hans liv, hvor han blot er gartner.

## Medvirkende
- John Lone som Pu Yi som voksen
- Joan Chen som Wan Jung
- Peter O'Toole som R.J.
- Ying Ruocheng som Guvernør
- Victor Wong som Chen Pao Shen
- Dennis Dun som Store Li
- Ryuichi Sakamoto som Masahiko Amakasu
- Maggie Han som Eastern Jewel
- Ric Young som Forhørsleder
- Cary-Hiroyuki Tagawa som Chang

## Priser

### Oscars
Filmen vandt ni oscars:
- Oscar for bedste film
- Oscar for bedste instruktør
- Oscar for bedste fotografering
- Oscar for bedste klipning
- Oscar for bedste lyd
- Oscar for bedste musik
- Oscar for bedste filmatisering
- Oscar for bedste kostumer